# August Hirsch
Pour les articles homonymes, voir Hirsch.
August Hirsch, né le 4 octobre 1817 à Dantzig et mort le 28 janvier 1894, est un médecin prussien.

## Biographie
August Hirsch naît le 4 octobre 1817 à Gdańsk.
Il est nommé professeur ordinaire de médecine à l'université de Berlin en 1863. Il s'occupe spécialement d'épidémiologie et de géographie médicale et est chargé de plusieurs missions par son gouvernement. Son ouvrage capital a pour titre : Handbuch der historisch-geographischen Pathologie. Il publie en outre Biographisches Lexikon der hervorragenden Ärzte aller Zeit.
Il travaille comme professeur, chercheur et écrivain jusqu'à sa mort le 28 janvier 1894, après avoir seulement dû cesser ses activités dans les derniers mois de sa vie pour cause de maladie.